# HMS Anthony (H40)
«Ентоні» (H40) (англ. HMS Anthony (H40) — військовий корабель, ескадрений міноносець типу «A» Королівського військово-морського флоту Великої Британії за часів Другої світової війни.
«Ентоні» був закладений 30 липня 1928 на верфі компанії Scotts Shipbuilding and Engineering Company у Гріноку. 14 лютого 1930 року корабель увійшов до складу Королівських ВМС Великої Британії. З початку Другої світової війни брав активну участь у бойових діях; бився в Атлантиці, залучався до рятування союзних військ з Дюнкерка, виконував завдання на Середземному морі, поблизу берегів Африки та в Арктиці. Брав активну участь у вторгненні на Мадагаскар. У роки війни есмінець потопив німецький підводний човен U-761

## Дизайн і конструкція
«Ентоні» належав до есмінців типу «A», що конструктивно базувався на проекті новітнього на той час есмінця «Амазон».
Корпус «Ентоні» мав загальну довжину між перпендикулярами — 98,5 м, бімс — 9,8 м та осадку до 3,7 м. Водотоннажність бойового корабля становила: стандартна — 1370—1380 та повна — 1778—1790 довгих тонн відповідно. Екіпаж есмінця включав 138 офіцерів та матросів, однак у воєнний час був збільшений до 162 осіб.
Головна енергетична установка становила три триколекторні Адміралтейських котли з пароперегрівником і два одноступінчатих турбозубчатих редуктори «Ярроу». У порівнянні з «Амазон» енергетична установка була сильно спрощена. В результаті знизилася економічність і загальна потужність енергоустановки, але британці виграли в експлуатаційної надійності, а ціна есмінця за рахунок більш простої машини знизилася на 15—20 %. Розміщення ГЕУ — лінійне. Котли розміщувалися в ізольованих відсіках, турбіни — у загальному машинному відділенні, при цьому редуктори були відокремлені від турбін водонепроникною перегородкою. Робочий тиск пару — 19 кгс/см² (20,5 атм.), температура — 316 °С (600 °F). Потужність механізмів становила 34 000 к. с., і швидкість ходу досягала 35,25 вузлів, у повному навантаженні — 31,75 вузлів.
Есмінець мав повну заправку до 394—396 тонн палива та діяв на дальності до 4080 морських миль (7560 км) при ході 15 вузлів (28 км/год).

## Озброєння
Корабельна артилерія головного калібру (ГК) есмінця HMS «Ентоні»: 4 нових 120-мм (4,7-дюймових) гармати Мk.IX довжиною ствола в 45 калібрів, з підвищеним кутом піднесення до 30°, в палубних установках Mk.XIV A, B, X та Y Гармати вели вогонь 23-кг боєприпасами різного типу: фугасними снарядами підвищеної потужності «HE» та напівбронебійними снарядами «SAP» на відстань до 15 520 м, зі швидкістю 810 м/с. Боєкомплект кожної гармати становив 190 снарядів. Система управління артилерійським вогнем корабля становила оптичний далекомір «MQ I» з базою в 3 метри і приладом управління артилерійським вогнем «Приціл-директор для есмінців» (DDS).
Зенітне озброєння корабля складалося з двох 40-мм гармат QF 2 Mark II, що розташовувалися на бортах есмінців між трубами, з боєкомплектом 500 пострілів на ствол.
Торпедне озброєння есмінця включало два чотиритрубних 533-мм торпедних апарати «QR III». Для боротьби з підводними цілями споконвічно призначалися 2 бомбомети та 4 жолоби для скидання 8 глибинних бомб, однак через обмеженість простору частку оснащення довелось зняти та залишити лише три жолоби для застосування глибинних бомб.

## Історія

### Перші роки
«Ентоні» напередодні війни служив у 18-й флотилії есмінців із базуванням на Портленд. З початком збройного конфлікту виконував завдання щодо протичовнової оборони прибережних вод та в протоці Ла-Манш та виконував охоронні функції на підступах до Британських островів у так званому Командуванні Південно-західних підходів. У листопаді переведений до 23-ї флотилії, що діяла на східному узбережжі.
У січні 1940 року разом із кораблями одного типу «Акейтіз» та «Ерроу» супроводжував перехід британського лінкора «Роял Соверін» до канадського Галіфаксу. Пізніше повернувся до Британських островів, де увійшов до складу сил, що забезпечували супровід конвоїв, з базуванням на Портсмут. У травні залучався до евакуації британських та союзних військ з обложеного німцями Дюнкерка; есмінець встиг врятувати від полону 3 000 людей. Однак, 30 травня 1940 року під ударами авіації Люфтваффе зазнав певних пошкоджень та встав на ремонт.
З червня продовжував несення служби в море, базувався на Гарідж, у вересні переведений до Грінока. 27 вересня брав участь у рятуванні екіпажа затопленого транспортного судна SS «Сіті оф Бенарез», який торпедував німецький підводний човен U-48 під командуванням капітан-лейтенанта Генріха Блайхрода.
З листопада 1940 року «Ентоні» активно діяв у складі 4-ї ескортної групи флоту з прикриття Західних підходів до Британії.

### 1941
13 лютого 1941 року корабель зазнав певних пошкоджень у наслідок авіаційного нальоту німецьких літаків, коли перебував на рейді на річці Клайд. У березні повернувся до виконання обов'язків у 3-ю флотилію з ескорту та супроводу транспортних конвоїв.
Бій у Данській протоці
21 травня 1941 року «Ентоні» разом з п'ятьма іншими есмінцями включений до складу ескорту лінійного крейсера HMS «Худ» та лінійного корабля «Принц Уельський», що здійснювали пошук та переслідування німецької рейдерської групи з лінкора «Бісмарк» та важкого крейсера «Принц Ойген» у Данській протоці. Британські кораблі планували дозаправитись на базі у Хваль-фіорді, Ісландія та продовжити пошук ворожих кораблів далі.
Ввечері 23 травня, різко погіршали погодні умови, і адмірал Л.Голланд віддав наказ есмінців збільшити швидкість. Якщо ж вони будуть неспроможні утримувати такий темп, капітальні кораблі чекати на них не будуть і проводжатимуть самостійний пошук далі без підтримки ескадрених міноносців. О 2:15 24 травня командувач віддав наказ кораблям супроводу продовжити рух у північному напрямку. О 05:35 німецькі кораблі були виявлені «Худом», і потім німці побачили наближення британського лінійного крейсера. О 05:52 сталась швидкоплинна стрілянина між бойовими кораблями Крігсмаріне та Королівського флоту, а о 06:01 «Худ», зазнавши важких уражень від артилерії противника, переломився навпіл та за дві хвилини затонув.
«Ентоні» разом з іншими есмінцями перебував на значній відстані від місця бою. Першим до району битви прибув есмінець «Електра», що з'явився в районі затоплення гордості британського флоту «Худа» за дві години після трагедії й встигнув врятувати тільки 3 осіб з числа екіпажу лінійного крейсера «Худ».
26 травня есмінець «Ентоні» супроводжував лінійний корабель «Принц Уельський» до берегів Ісландії.
27 липня 1941 року есмінець вийшов з Ісландії для супроводу двох з'єднань кораблів, які повинні були атакувати Шпіцберген і узбережжя Норвегії. До складу другого з'єднання, що вийшло для проведення рейду на Кіркенес і Петсамо, входили авіаносці «Фьюріос» і «Вікторіос», на борту яких перебувало близько 100 літаків палубної авіації, важкі крейсери «Девоншир» і «Саффолк» та 6 есмінців супроводження «Ескапада», «Антілоуп», «Ектів», «Акейтіз», «Інтрепід» і «Ентоні». Під керівництвом контр-адмірала У. Ф. Вейк-Волкера воно повинно було підтвердити в очах громадськості панування британського флоту у морях Крайньої Півночі й допомогти Радянському Союзі, вже більше місяця воював з Німеччиною. Однак проведений 30 липня наліт не мав особливого успіху, оскільки німці утримували на своїх базах сильну протиповітряну оборону і знищили зенітним вогнем 16 британських літаків.
Однак, «Ентоні» не зміг взяти повноцінної участі у цій операції через те, що буксував до Сейдісфйордюра однотипний «Акейтіз», котрий підірвався на британській морській міні.
3 серпня 1941 року він включений до ескортного угруповання морського десанту, що готувалася до проведення спеціальної операції «Гонтлет», з висадки британських командос на берег Шпіцбергену та знищення німецьких вугільних шахт. 19 серпня рейдова група британських військовослужбовців висадилась на узбережжя та приступила до виконання завдань операції. Мирне населення було евакуйоване до Архангельська та Британії, а промислові потужності видобутку вугілля були виведені з ладу.
29 вересня «Ентоні» увійшов до складу союзного конвою до Радянської Росії — PQ 1, з доставлення сировини для радянської промисловості, 20 танків та 193 винищувачів «Харрікейн» радянським ВПС.
11 жовтня 1941 року есмінець без подій повернувся з черговим конвоєм QP 1 з Архангельська до Скапа-Флоу.

### 1942
У січні 1942 року корабель після відновлювальних робіт та модернізації на Гамбері переведений до сил британського флоту в Гібралтарі, ескортував конвої з Клайда до цієї військово-морської бази й у зворотному напрямку. Також залучався до супроводу бойових кораблів, що здійснювали доставки «Спітфайери» на обложену Мальту. У 20-х числах лютого вийшов з конвоєм WS 16 до Гібралтару і далі на Мальту із завданням доставляння важливих вантажів до обложеного острову.
Наприкінці березня «Ентоні» включений до З'єднання Н, що готувалось до вторгнення на Французький Мадагаскар. Залучався до підтримки висадки морського десанту в Дієго-Суарес. У критичний момент морської десантної операції, коли вішістські війська неочікувано вчинили запеклий опір, за наказом адмірала Сіфрета «Ентоні» увірвався до бухти міста та висадив у тиловій зоні французів, що утримували порт невеличкий десант з 50 морських піхотинців. Активними та рішучими діями Королівська морська піхота зламала спротив противника і 7 травня 1942 року Дієго-Суарез капітулював.
Після завершення Мадагаскарської операції, есмінець повернувся до Середземного моря. У вересні супроводжував лінкор «Роял Соверін» до Філадельфії у Сполучених Штатах, а в жовтні повернувся до Європи. Пізніше увійшов до угруповання флоту, що готувалось до вторгнення до Французької Північної Африки.
Після успішного проведення операції «Смолоскип», корабель повернувся до Англії, де перебував на ремонті.

### 1943—1944
4 березня 1943 року есмінець «Ентоні» включений до Флоту Метрополії, де виконував завдання з ескорту кораблів і суден поблизу берегів Західної Африки та в західній частині Середземномор'я. У липні 1943 залучався до підтримки висадки морського десанту на узбережжя Сицилії. В подальшому супроводжував конвої транспортів у Середземному морі.
24 лютого 1944 року «Ентоні» у взаємодії з есмінцем «Вішарт» та авіаційній підтримці протичовнових літаків «Каталіна» і патрульного «Вентура» потопили німецький підводний човен U-761 західніше Гібралтара.
У вересні 1944 року корабель повернувся до берегів Британії, де продовжував виконувати завдання з ескорту конвоїв. 24 грудня він разом з есмінцем «Бріліант» ескортували десантне судно SS «Леопольдвілль», коли німецька субмарина U-486 торпедною атакою потопила транспортник. Загинуло щонайменше 763 американських солдатів, що перевозились для поповнення підрозділів 66-ї піхотної дивізії, а також 56 членів екіпажу «Леопольдвілля»

### 1945—1946
З початку нового 1945 року бойовий корабель виконував завдання з охорони прибережного узбережжя південної Англії, патрулював протоку Ла-Манш. У березні того ж року виведений з бойового складу, згодом перетворений на корабель-мішень для тренування льотних екіпажів у визначені цілей та напрацюванню тактики повітряних атак кораблів.
У такій ролі «Ентоні» перебував до січня 1946 року, 27 березня 1946 він був виведений до Резерву флоту, однак згодом його включили до листа кораблів, на яких досліджували результати контрольних іспитів різного роду уражень та пошкоджень у ході бойових дій. 21 лютого 1948 року він прибув у Трун на розбирання на брухт.